# جون ایری
جون ایری (انگلیسی: Joan Airey; ۶ آوریل ۱۹۲۶ – ۱۶ اکتبر ۱۹۹۴) ژیمناست هنری زن اهل بریتانیا بود.
از افتخارات وی میتوان به کسب مدال نقره پرش از خرک در بازی‌های المپیک تابستانی ۱۹۴۸ اشاره کرد.